# Waldemar Theodor Dons
Waldemar Theodor Dons, född 26 mars 1849 i Trondheim, död 2 januari 1917 i Kristiania, var en norsk filosof. 
Dons blev 1867 student, studerade teologi och filosofi samt var 1875–1882 universitetsstipendiat. Hans vetenskapliga bana bröts emellertid, då han 1881 övergick till den romersk-katolska läran. Som frukt av en med kungligt stipendium företagen resa till Uppsala 1873 utgav han året därpå sin avhandling Om boströmianismen, en skrift, som jämte de av denna framkallade motskrifterna gav anledning till Harald Høffdings "Filosofien i Sverig" (1879).